# Girolamo Desideri
 (août 2023).
Si vous disposez d'ouvrages ou d'articles de référence ou si vous connaissez des sites web de qualité traitant du thème abordé ici, merci de compléter l'article en donnant les références utiles à sa vérifiabilité et en les liant à la section « Notes et références ».
Girolamo Desideri (né en 1635 à Bologne en Émilie-Romagne et mort vers 1700) est un théoricien de la musique, philosophe et mathématicien italien.

## Biographie
Docteur en droit, Desideri naît à Bologne vers 1635. Ses connaissances profondes dans la philosophie, les mathématiques, les lettres et la musique, lui avaient ouvert les portes de plusieurs académies d'Italie : il prit le nom d'Indifferente dans celle des Gelati de Bologne.

## Œuvres
On lui doit un petit traité des instruments de musique et de leurs inventeurs, intitulé Discorso della musica, qui a été inséré dans les Prose degli Academici Gelati di Bologna (p. 321-356), Bologne, 1671, in-4°.